# وسام الشرف (الجزائر)
وسام الشرف أو ميدالية الشرف (بالإنجليزية: Medal of honor) هو وسام عسكري جزائري أنشأ في 24 نوفمبر 1990 .يتم منح هذا الوسام للعسكريين بالجيش الوطني الشعبي الذين أثبتوا تميزهم ويستحقون التقدير نتيجة سلوكهم وتأدية لمهامهم وللخدمات التي أسندت لهم وتفانيهم في تقديمها.

## الشروط
شرط الحصول على هذا الوسام أن يكون الأشخاص المقترحون لمكافئتهم بهذا الوسام حائزون على وسامي الجيش الوطني الشعبي والاستحقاق العسكري إلى جانب إتمام خمسة وعشريين (25) سنة من الخدمة العسكرية فعليا.
يتم منح هذا الوسام للعسكريين الأجانب وذلك تقديرا لهم للجهود والمساهمات التي يقدمونها في سبيل تطوير وتوطيد علاقات الجيش الجزائري مع جيش بلاده.